# Crèvecœur-le-Petit
Crèvecœur-le-Petit – miejscowość i gmina we Francji, w regionie Hauts-de-France, w departamencie Oise.
Według danych na rok 1990 gminę zamieszkiwały 103 osoby, a gęstość zaludnienia wynosiła 31 osób/km² (wśród 2293 gmin Pikardii Crèvecœur-le-Petit plasuje się na 894. miejscu pod względem liczby ludności, natomiast pod względem powierzchni na miejscu 1030.).